# Nikola Dimitrijević
Nikola Dimitrijević (in serbo Никола Димитријевић?; Belgrado, 10 maggio 1991) è un calciatore serbo, difensore del Mladenovac.

## Carriera

### Club
Il 13 luglio 2018 viene acquistato a titolo definitivo dalla squadra slovacca dello ViOn Z.M.